# 巴纳纳
巴纳纳是刚果民主共和国中刚果省的一座港口城市，位于刚果河的入海口。